# パスカル・タイヨ
パスカル・タイヨ（Pascal Luc Tayot  1965年3月15日-) はフランスのジュヌヴィリエ出身の柔道選手。現役時代は86kg級の選手。身長188cm。得意技は内股、腕挫十字固。

## 人物
柔道は9歳の時に始めた。ジュニアの頃からフランスナショナルチームのコーチだった村上清の指導を受けていた。ジュニア時代は78kg級で活躍していて、1984年には世界学生で優勝を飾った。1986年になると階級を86kg級に上げた。しかし、1988年ソウルオリンピックでは78kg級に階級を下げて出場すると、3回戦で世界チャンピオンの岡田弘隆に横四方固で一本勝ちしたが、準々決勝で西ドイツのフランク・ウィニケに敗れるなどして5位に終わった。
1989年には階級を再び86kg級に上げた。1992年バルセロナオリンピックでは決勝まで進むが、オリンピック2階級制覇を狙うポーランドのバルデマール・レジェンに内股で有効と双手刈で効果を取られて敗れた。1994年には家族とともに来日して全国各地で3ヶ月ほど修行を積んだ。

## 主な戦績
78kg級での戦績
- 1984年 - ヨーロッパジュニア　2位
- 1984年 - 世界学生　優勝
- 1985年 - フランス国際　3位
- 1985年 - ベルギー国際　優勝(86kg級)
- 1985年 - ヨーロッパジュニア　優勝

86kg級での戦績
- 1986年 - ポーランド国際　2位
- 1986年 - 世界学生　3位
- 1987年 - ドイツ国際　2位
- 1987年 - イギリス国際　3位
- 1987年 - オーストリア国際　2位

78kg級での戦績
- 1988年 - フランス国際　3位
- 1988年 - ヨーロッパ選手権　3位
- 1988年 - ソウルオリンピック　5位

86kg級での戦績
- 1989年 - フランス国際　優勝
- 1989年 - フランス語圏競技大会　優勝
- 1989年 - 韓国国際　3位
- 1990年 - ソ連国際　優勝
- 1990年 - チェコ国際　3位
- 1991年 - フランス国際　優勝
- 1991年 - オランダ国際　優勝
- 1991年 - 世界選手権　5位
- 1992年 - フランス国際　優勝
- 1992年 - ヨーロッパ選手権　優勝
- 1992年 - バルセロナオリンピック　2位
- 1993年 - フランス国際　3位
- 1993年 - ヨーロッパ選手権　優勝
- 1993年 - 地中海競技大会　優勝